# Arma letal 3
Arma letal 3 (títol original en anglès: Lethal Weapon 3) és una pel·lícula de l'any 1992 dirigida per Richard Donner. Aquesta pel·lícula ha estat doblada al català.

## Argument
En la tercera entrega d'Arma letal, Martin Riggs i Roger Murtaugh, la incombustible parella de policies de "Los Angeles", s'enfronten a un difícil cas: armes confiscades i a punt de ser destruïdes han desaparegut de les dependències oficials i estan arribant als delinqüents més perillosos de la ciutat.

## Música
Banda sonora de la pel·lícula Arma Letal 3
| Núm. | Títol                                 | Artista                                      | Durada |
| ---- | ------------------------------------- | -------------------------------------------- | ------ |
| 1.   | «It's Probably Me»                    | Eric Clapton / Michael Kamen                 | 6:24   |
| 2.   | «Runaway Train»                       | Elton John / Olle Romo / Bernie Taupin       | 5:25   |
| 3.   | «Grab the Cat»                        | Eric Clapton / Michael Kamen / David Sanborn | 1:37   |
| 4.   | «Leo Getz Goes to the Hockey Game»    | Michael Kamen                                | 2:58   |
| 5.   | «Darryl Dies»                         | Michael Kamen                                | 4:55   |
| 6.   | «Riggs and Rog»                       | Eric Clapton / Michael Kamen                 | 2:55   |
| 7.   | «Roger's Boat»                        | Eric Clapton / Michael Kamen / David Sanborn | 5:02   |
| 8.   | «Armour Piercing Bullets»             | Eric Clapton / Michael Kamen                 | 4:34   |
| 9.   | «God Judges Us by Our Scars»          | Eric Clapton / Michael Kamen                 | 2:00   |
| 10.  | «Lorna - A Quiet Evening by the Fire» | Eric Clapton / Michael Kamen                 | 3:33   |

## Repartiment
- Mel Gibson: Martin Riggs
- Danny Glover: Roger Murtaugh
- Rene Russo: Lorna Cole
- Stuart Wilson: Jack Travis
- Joe Pesci: Leo Getz
- Steve Kahan: Capità Murphy
- Darlene Love: Trish Murtaugh
- Ebonie Smith: Carrie Murtaugh
- Nick Chinlund: Hatchett
- Alan Scarfe: Herman Walters
- Mary Ellen Trainor: Dr. Stephanie Woods
- Gregory Millar: Tyrone
- Traci Wolfe: Rianne Murtaugh
- Damon Hines: Nick Murtaugh
- Jason Rainwater: policia jove